# Рабула
Рабула или Провизионадо (на португалски: Rábula, Provisionado) първоначално (в Бразилската империя и в ранния републикански период на Бразилия, т.е. през 19 в. и първата половина на 20 в.) е непрофесионален юрист (лице без завършено юридическо образование), практикуващ с разрешение от властите занятието на адвокат в дела, разглеждани на първа инстанция.
Използването на услугите, на тези легализирани, макар и неуки адвокати е почти единствената възможност за правна помощ в страната дълго време, поради нейната и на отделните й области изолираност и трудния достъп на населението до образование. Някои от тях имат забележителни постижения, включително и в други сфери на дейност - сред тях:
- Луис Гама (1830 – 1882) – бивш бразилски роб, писател, журналист, рабула и аболюционист, който успява да извоюва свободата на повече от 500 роби в Бразилия.
- Еваристо де Мораеш (1871 – 1939) – бразилски криминалист, адвокат и историк.
- Козме де Фераиш (1875 – 1972) – бразилски политик, известен като „ Адвокат на бедните “.
- Флоро Бартоломеу да Коста (1876 – 1926) - лекар, политик и въстанически водач
- Бенто Епаминонд (1847 – 1904) - известен като „ Адвокатът на робите “.
- Антонио Конселейро (1830 – 1897) - мистик и бунтовник, лидер на утопична общност, известна като "село Канудос".

Институтът на рабулата е премахнат след редица законодателните промени, направени през 60-те и 70-те години на 20 в., когато притежаването на висше юридическо образование става ценз за упражняване на адвокатска професия. Оттогава под същото название започва да се разбира адвокат - шарлатанин, който познавайки слабо правната материя, но използва по изкусен начин сложността на фактологическия състав на делата, за да протака и затруднява съдебния процес и да поставя в неудобна ситуация отсрещната страна.
|  | Тази страница частично или изцяло представлява превод на страницата Rábula в Уикипедия на португалски. Оригиналният текст, както и този превод, са защитени от Лиценза „Криейтив Комънс – Признание – Споделяне на споделеното“, а за съдържание, създадено преди юни 2009 година – от Лиценза за свободна документация на ГНУ. Прегледайте историята на редакциите на оригиналната страница, както и на преводната страница, за да видите списъка на съавторите. ВАЖНО: Този шаблон се отнася единствено до авторските права върху съдържанието на статията. Добавянето му не отменя изискването да се посочват конкретни източници на твърденията, които да бъдат благонадеждни. |